# 포크 바로크
포크 바로크(Folk baroque) 또는 바로크 기타(Baroque guitar)는 1960년대 영국에서 나온 독특한 기타의 핑거스타일로, 미국의 포크, 블루스 재즈와 영국의 포크 음악이 추가된 래그타임을 결합하여 새롭고 정교한 형태로 만든 것이다. 포크 음악, 포크 록, 영국의 포크 록 연주에 있어서 매우 중요했으며, 영국 외에도 아일랜드, 북아메리카 및 프랑스에서 자주 연주됐다. 챔버 포크(Chamber folk)라고도 한다.

## 역사

### 탄생
1960년대 초 2차 브리티시 포크 리바이벌의 일환으로 등장한 많은 영국의 포크 음악가들은 1950년대 후반 짧게 존재하였던 스키플 열풍이 다시금 불면서 스키플로 경력을 시작하였고, 미국 블루스, 포크, 재즈 스타일에 익숙해졌다. 처음에는 D장조와 G장조 튜닝을 사용해 스타일을 복사하였지만, 1960년대 초에는 데이비드 그레이엄이나 마틴 카시와 같은 연주자들이 이러한 스타일을 전통적인 영국 선법 음악의 연주에 적용하려 시도하면서 독특한 통기타 연주 방식이 등장하기 시작했다. 곧이어 버트 잰쉬나 존 렌본 등의 아티스트가 그 뒤를 따랐다.
초기 포크 바로크의 유명한 작은 1962년 4월 알렉시스 코너와 데이비드 그레이엄이 토픽 레코드를 통해 발매한 “3/4 A.D” EP이다. EP에는 그레이엄의 작품 중 가장 잘 알려져 있는 ‘Angi’가 수록되어 있으며, 두 아티스트의 이니셜을 딴 타이틀곡 ‘3/4 A.D.’가 들어있다. 마일스 데이비스나 찰스 밍거스와 같은 재즈 소스에서 영감을 얻었다.

### 발전
그레이엄이 미국 원주민, 아프리카, 아메리카, 켈트족, 그리고 현대적이고 전통적인 미국의 음악을 섞은 반면 카시는 영국의 중세음악과 포크에서 발견되는 드론을 가장 낮은 두 줄에 엄지손가락으로 연주하기 위해 튜닝을 사용하였다. 이를 잰쉬가 재즈와 래그타임의 영향을 받아 더욱 복잡한 베이스라인을 만들어내 발전시켰으며, 렌본은 이 모든 음악을 바탕으로 중세 음악과 르네상스 음악을 결합하였다.
1970년대 초 차세대 영국 아티스트들은 닉 드레이크, 팀 버클리나 존 마틴의 1972년작 “Solid Air”처럼 새로운 튜닝과 테크닉을 추가하였다. 당시 가장 두드러졌던 아티스트는 마틴 심슨으로, 전통적인 잉글랜드와 미국의 스타일을 복잡하게 혼합하고 기타 슬라이드의 사용과 같은 혁신적인 배열과 기법을 사용해 개인만의 새로운 스타일을 창조하려는 시도를 한다.